# Good Humor (album)
Good Humor è il quarto album in studio del gruppo musicale inglese Saint Etienne, pubblicato nel 1998.

## Tracce
Testi e musiche di Sarah Cracknell, Bob Stanley e Pete Wiggs.

1. Wood Cabin – 4:07
2. Sylvie – 4:48
3. Split Screen – 3:24
4. Mr. Donut – 3:34
5. Goodnight Jack – 4:37
6. Lose That Girl – 4:03
7. The Bad Photographer – 4:14
8. Been So Long – 3:33
9. Postman – 3:46
10. Erica America – 4:02
11. Dutch TV – 3:27

## Formazione
- Sarah Cracknell
- Bob Stanley
- Pete Wiggs